# Le Bataillon
Pour les articles homonymes, voir bataillon (homonymie).
Le Bataillon (Batalion) est un film tchécoslovaque réalisé par Přemysl Pražský, sorti en 1927. 
C'est l'adaptation d'une pièce de théâtre écrite par Josef Hais-Tynecký.

## Synopsis
Trompé par sa femme, un avocat se met à boire au Bataillon, un bistrot des bas-fonds. Il tente d'aider les gens avec ses compétences juridiques et essaie de devenir un organiste d'église, mais l'alcool a le dessus.

## Fiche technique
- Titre original : Batalion
- Réalisation : Přemysl Pražský
- Scénario :  Přemysl Pražský d'après le roman et la pièce de théâtre Batallion de Josef Hais-Týnecký
- Directeurs de la photographie :  Jaroslav Blažek
- Décors : Alois Mecera
- Pays d'origine :  Tchécoslovaquie
- Producteur : Přemysl Pražský
- Longueur : 88 minutes
- Format : Noir et blanc - Muet
- Dates de sortie : 
  -  Tchécoslovaquie : 25 décembre 1927

## Distribution
- Karel Hašler
- Bronislava Livia
- Vladimír Pospíšil-Born
- Karel Noll
- Eman Fiala
- Eugen Wiesner
- Karel Švarc
- Josef Wanderer
- Nelly Kovalevská
- Rudolf Růžička
- Vladimír Smíchovský
- Roza Schlesingerová
- Marta Friedmanová
- Jaro Hykman
- Jindra Hermanová
- Florentin Steinsberg
- Josef Oliak
- Jan Richter
- Ladislav Desenský
- Alexander Třebovský
- Václav Pecián
- Anči Pírková
- Eduard Malý
- Vojtěch Záhořík
- Herma Slavjanská
- Ferry Seidl
- Emilie Boková
- Hynek Lažanský
- Marie Tajčová
- Terezie Třebovská
- František Lašek
- František Velebný
- Frank Argus
- Fráňa Vodička

## Avis sur le film
« Dans un film placé sous le signe d'une fraternelle compassion - celle que manifestent les habitués du "Bataillon" pour leur compagnon en rupture de classe - on n'est pas prêt d'oublier, à côté de figures caractéristiques, mais jamais pittoresques, ces filles de la campagne débarquées à Prague, proies du bourgeois fortuné ou de l'apache-marlou, ou cette mère de famille qui s'échine à la tâche. » Philippe Haudiquet, Cinéma tchèque : du muet au parlant
« Raw and effective, director Prazsky imbues his 14th film with an intellectual and emotional depth exceptional for it’s time.  » Barbican Film